# Paolo Trapanese
Paolo Trapanese (né le 7 février 1962 à Cava de' Tirreni) est un joueur de water-polo italien.
Il a été sélectionné 200 fois en équipe nationale comme gardien de but et a remporté un titre italien.

## Réf.
1. ↑  (it) « Paolo Trapanese », sur I volti di Napoli (consulté le 9 septembre 2020).